# 阿韦伦戈
阿韦伦戈（義大利語：Avelengo），是意大利北部波尔扎诺自治省的一个市镇，位于其省会波尔查诺的西北方约20公里处。ISTAT代码为021005。

## 地理
于2010年11月30日的人口总计为756人，人口密度27.6人/平方公里，总面积27.4平方公里。